# Traian (Ialomița)
Traian è un comune della Romania di 3 588 abitanti, ubicato nel distretto di Ialomița, nella regione storica della Muntenia.